# Jean-Frédéric Waldeck
Jean Frédéric Maximilien de Waldeck o Jean Frédérich Maximilien o Johann Friedrich Maximilian, conde de Waldeck o Friedrich von Waldeck (Praga, 16 o 17 de marzo de 1766? – París, 30 de abril o mayo de 1875) fue un anticuario, cartógrafo, artista (retratista y autor de cuadros históricos) y explorador francés. Vivió más de 109 años.

## Datos biográficos
Juan Federico Waldeck fue un personaje controvertido en razón de sus ideas de naturaleza esotérica y de la falta de soporte para muchas de sus afirmaciones que opacaron, en diversos medios, su talento como artista y cartógrafo y su audacia como explorador de Mesoamérica a lo largo de su longevo desempeño.
Waldeck afirmó en diversas ocasiones que había nacido en París, Praga o Viena, y a veces se autodenominó alemán, austriaco y británico. Se dijo a sí mismo Conde y ocasionalmente Duque o Barón. Waldeck afirmó que había viajado a Sudáfrica a la edad de 19 años en su primer recorrido científico al lado del ornitólogo François Levaillant, y que a partir de ello había iniciado su carrera de explorador, y que había retornado a Francia para estudiar arte con Jacques Louis David. Que había sido alumno además de Vien y de Prud'hon. Dijo también que había viajado a Egipto y a Italia en la expedición de Napoleón I, que luego viajó a Madagascar (viaje del que dijo que había sido el único sobreviviente); que había participado en las luchas por la independencia de Chile y de Perú al lado de Thomas Cochrane, conde de Dundonald, y que su último gran viaje había sido a México entre 1825 y 1836. Ninguna de estas afirmaciones ha sido corroborada o está documentada y su nombre no se encuentra en la lista de quienes estuvieron en varias expediciones de las que se dijo partícipe.
Waldeck contribuyó claramente a la cultura de su época, cosa que se le reconoce indudablemente, por haber rescatado y vuelto a publicar las notables imágenes pornográficas del I Modi, famoso libro erótico del renacimiento italiano atribuido a Giulio Romano y a Marcantonio Raimondi, por sus contribuciones importantes a la arqueología con sus dibujos de las culturas mesoamericanas realizados durante sus exploraciones de yacimientos precolombinos en México, sobre todo de la cultura maya. Sin embargo, algunos errores en sus ilustraciones propiciaron creencias infundadas sobre esa civilización y fomentaron el llamado mayanismo (no confundir con el término mayista).
Se dice también que expuso su obra artística en los grandes salones de 1869 a 1870.

### I Modi
La publicación de las imágenes de I Modi causó furor en la Roma renacentista y el Papa ordenó la destrucción de todas las copias existentes. Aparentemente esta orden no fue plenamente acatada, ya que siglos después Waldeck dijo haber encontrado una serie de ellas en un convento cercano a Palenque, en México, que había visitado, y las reeditó. Nunca se pudo verificar la historia de Waldeck respecto al convento (destruido para entonces)) cercano a la zona arqueológica que visitó, pero sí se encontraron en el Museo Británico fracciones de ediciones originales del siglo XVI, cuyas imágenes coincidían con las publicadas por Waldeck.

### Viaje a México
Waldeck llegó a México en 1825 y trabajó en las minas de Tlalpujahua, Michoacán, contratado como ingeniero hidráulico por una empresa británica en México. Al año siguiente pasó a radicar en la Ciudad de México. Los primeros contactos de Waldeck con el arte de Mesoamérica parecen haber tenido lugar cuando fue contratado por Lord Kingsborough para realizar grabados de la ciudad precolombina de Palenque. Su trabajo resultó de alta calidad artística aunque era clara su tendencia a hacer aparecer los vestigios mayas que dibujó en ocasiones parecidos a los monumentos arqueológicos egipcios, en línea con la visión de su patrón (Kingsborough), en el sentido de que las culturas mesoamericanas estaban estrechamente vinculadas en su origen con las del medio oriente y que, de hecho, los nativos de América eran descendientes de una de las Tribus perdidas de Israel. 
Obtuvo del gobierno de México el patrocinio para recorrer Yucatán, en ocasión de eso visitó extensamente las zonas arqueológicas del sur del país y se hizo reconocer por la documentación y dibujos que realizó, particularmente de sitios mayas como Palenque y Uxmal. Las descripciones que hizo de los lugares y de los habitantes de esa zona parecen estar llenas de más fantasía que realidad: la idealización de los cuerpos masculinos y femeninos, las cabezas incluso de los elefantes.
Sin embargo, Waldeck realizó actividades contrarias a las que estaban convenidas con el gobierno mexicano, por lo que parte de sus dibujos y manuscritos fueran decomisados por las autoridades. En Palenque, Waldeck radicó por dos años, tiempo en el cual vivió en un templo de la zona arqueológica, que por ello hoy se llama "templo del Conde".

#### Estancia en Tabasco
Waldeck llegó al estado de Tabasco en el año de 1833 procedente de Palenque, arribando por barco al puerto de Frontera,  y posteriormente se embarcó hacia Campeche, sin embargo no se les permitió llegar debido a los cordones sanitarios impuestos por la epidemia de cólera morbo que azotaba Tabasco, por lo que tuvo que regresar al puerto de Frontera. Fue el primer viajero de renombre que visitó Tabasco, en su relato escribiría: "El 5 de diciembre de 1833 se declaró el cólera morbo en el pequeño pueblo de Frontera...cuando arribé la epidemia estaba con toda su fuerza y otra calamidad, la guerra civil se hallaba en vísperas de estallar(...)Me encontré en medio de una población espantada por la enfermedad, las calles y plaza estaban desiertas, y aunque no fuese médico, fui obligado durante 6 días a asistir a los desdichados que morían en torno mío, sin embargo, me sentí feliz de poder ayudar a algunos infortunados". El 13 de enero se embarcó hacia la capital del estado San Juan Bautista a donde llegó después de 3 días navegando el Grijalva.
Posteriormente a su arribo a la capital de Tabasco, Waldeck narra los estragos causados por la epidemia de cólera morbus en la ciudad de San Juan Bautista así como también los temores y zozobra de la población por la guerra civil que estalla a los pocos días de su llegada: "Estábamos siempre alerta, con el temor de un ataque de los insurrectos, aguardando que llegue el día del combate..." Sin embargo, esto no evitó que Waldeck pudiera echar un vistazo a las costumbres y tradiciones de los habitantes, describiendo la iglesia de Esquipulas y la imagen del Cristo negro de Esquipulas que se encontraba en dicho templo. Y continúa: "El martes 25 de marzo supimos que atacarían la ciudad, había que ponerse en seguridad, porque la huida era imposible, hice romper doscientas botellas y los fragmentos los regué en los almacenes, el patio y pasillos, llené doce damajuanas de pólvora y vidrio quebrado y las coloqué en las puertas de la casa, levantamos trincheras con bultos de mercancías...terminado esto, esperamos el momento del ataque. A las 12 del día del miércoles Santo 26 de marzo, se tocó generala y comenzó el ataque, el terror se apoderó de los habitantes..."
Waldeck dejó la capital del estado San Juan Bautista el 30 de abril al embarcase al puerto de Frontera, desde donde partió el 3 de mayo con dirección a Campeche y Mérida para continuar su viaje a las ruinas de Uxmal.  Su relato de la situación que se vivía en la capital del estado durante la epidemia de cólera y la guerra civil, y publicado en su libro "Voyage pittoresque et archéologique dans la province d' Yucatán (América Centrale) pendant les années 1834 et 1836", es uno de los pocos documentos ilustrativos que se conservan.

### Su obra
En 1838, Waldeck publicó su libro Voyage pittoresque et archéologique dans la province d' Yucatan pendant les années 1834 et 1836 (París),  un volumen de ilustraciones de Mérida, Yucatán y de diversas ruinas mayas que incluía las de Uxmal. Dedicado a Lord Kingsborough, el libro proveyó soporte adicional a la noción del vínculo entre los mayas y los egipcios. Su ilustración del Templo del Adivino en Uxmal, por ejemplo, le hace ver muy similar a las pirámides egipcias.
Las ilustraciones de Palenque hechas por Waldeck fueron escogidas para ser incluidas en el libro Monuments anciens du Mexique (Palenque, et autres ruines de l'ancienne civilisation du Mexique) (1866), escrito por el explorador mayista Charles Étienne Brasseur de Bourbourg. No obstante, aunque las ilustraciones de Waldeck habían implicado la conexión egipcia el texto de Brasseur de Bourbourg que acompañó tales imágenes en su libro invocó más a la antigüedad clásica de Grecia y Roma. Los dibujos de los tableros con escrituras mayas en el Templo de las Inscripciones de Palenque incluyeron claras figuras de elefantes, hoy día claramente reconocidas como una interpretación falsa que no representaban correctamente la realidad de las inscripciones originales. Esto alimentó, en la época, la especulación de la relación estrecha entre los antiguos mayas y la civilización egipcia, así como el mito del continente perdido de la Atlántida como un enlace común entre los dos mundos (el viejo y el nuevo).
Waldeck publicó también muchas litografías. Su última serie fue publicada en 1866 para celebrar su centenario.
Se mantuvo activo hasta su muerte, a la edad de 109 años y 45 días.